# Oberweningen
Oberweningen (toponimo tedesco) è un comune svizzero di 1 786 abitanti del Canton Zurigo, nel distretto di Dielsdorf.

## Società

### Evoluzione demografica
L'evoluzione demografica è riportata nella seguente tabella:
Abitanti censiti

## Infrastrutture e trasporti

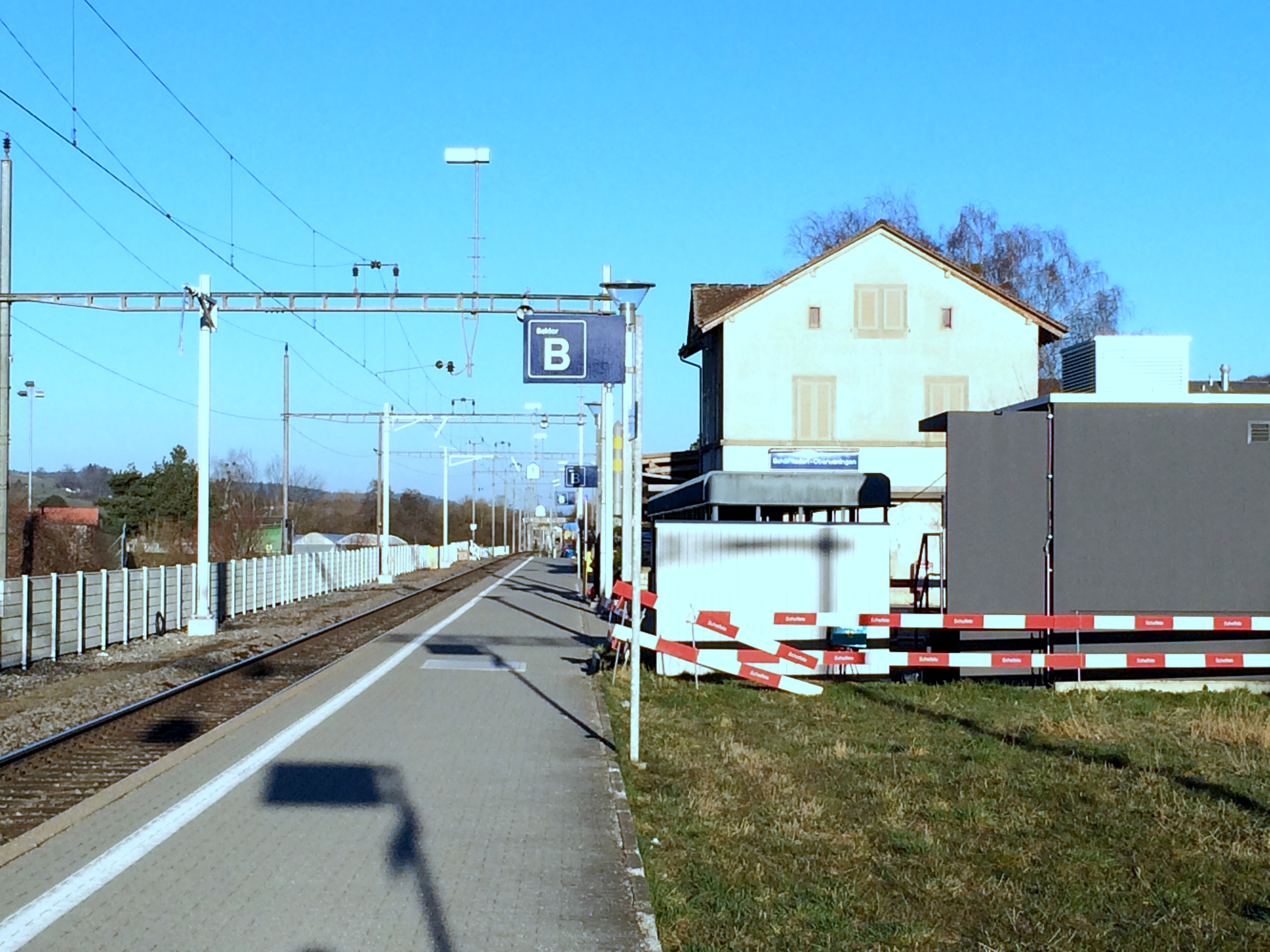
La stazione di Schöfflisdorf-Oberweningen

Oberweningen è servito dalla stazione di Schöfflisdorf-Oberweningen sulla ferrovia Oberglatt-Niederweningen.

## Amministrazione
Ogni famiglia originaria del luogo fa parte del cosiddetto comune patriziale e ha la responsabilità della manutenzione di ogni bene ricadente all'interno dei confini del comune.